# Wachregiment Großdeutschland
Het Wachregiment Großdeutschland / Feldwachregiment Großdeutschland was een Duitse eenheid van de Wehrmacht in de Tweede Wereldoorlog. Deze eenheid was een militaire wacht en werd als zodanig ingezet in Berlijn, maar kwam ook aan het front voor de hoofdstad in actie.

## Geschiedenis
Wachregiment Großdeutschland werd op 7 februari 1945 gevormd door het omdopen van Wachbataillon Großdeutschland.
Het regiment werd meteen opgenomen in de nieuw gevormde 309e Infanteriedivisie ofwel Infanteriedivisie "Berlin" en werd ingezet aan de Oder bij Küstrin. Bij deze frontinzet werd het regiment ook wel Feldwachregiment Großdeutschland genoemd. Het regiment vocht tot eind april 1945 bij Küstrin en kwam daarna Berlijn binnen. Daar werd gevochten tot het einde in deze stad, op 2 mei 1945.

## Samenstelling
Het regiment was een versterkt regiment, met een geplande 16 compagnieën, maar in ieder geval 12 compagnieën gevormd.
- I. Bataillon met drie infanteriecompagnieën en een mitrailleurcompagnie
- II. Bataillon met drie infanteriecompagnieën en een mitrailleurcompagnie
- 13e compagnie infanteriegeschut (niet zeker)
- 14e antitankcompagnie (niet zeker)

## Commandanten
| Rang           | Naam             | Begin           | Eind       |
| -------------- | ---------------- | --------------- | ---------- |
| Oberstleutnant | Heinrich Hogrebe | 7 februari 1945 | 2 mei 1945 |

Major Ernst-Günter Lehnhoff wordt genoemd als degene die het regiment in de laatste dagen aanvoerde, misschien als vervanging van een gewonde Hogrebe of toch onder deze.